# Perfetti Van Melle
Perfetti Van Melle — итальянская компания по производству кондитерских изделий и жевательной резинки, образована в 2001 году в результате слияния итальянской фирмы Perfetti и нидерландской Van Melle. Компания Perfetti Van Melle SpA базируется в итальянском городе Лайнате, а компания Perfetti Van Melle Holding BV — в нидерландском городе Бреда. 

## История

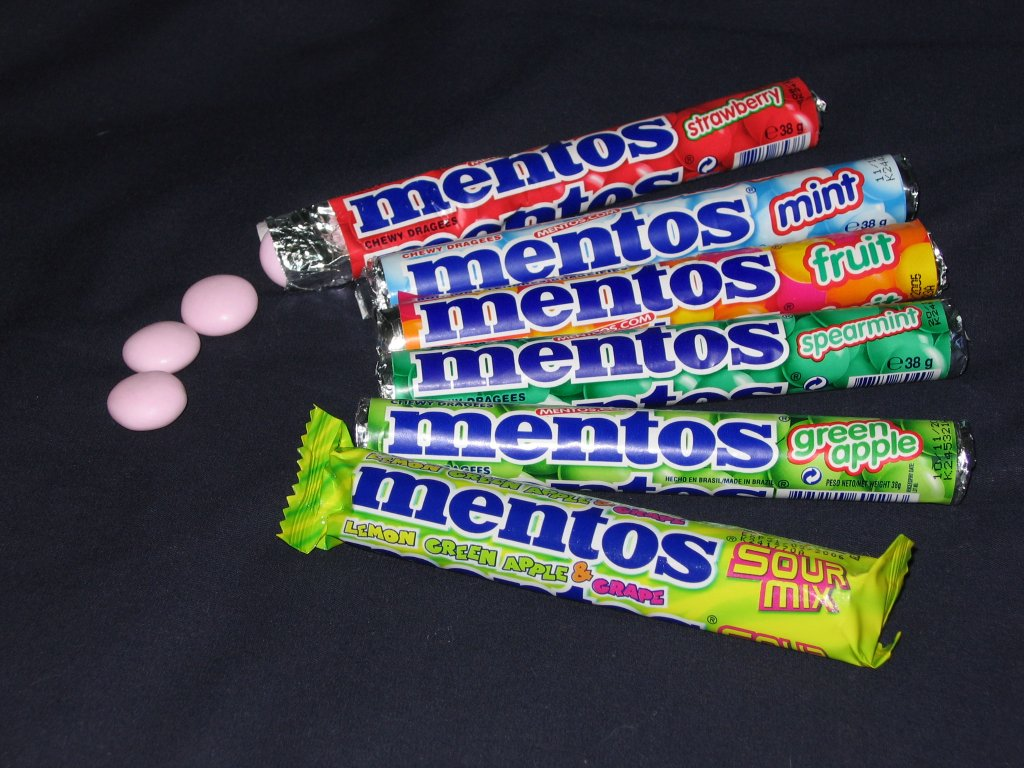
Mentos

Компания Van Melle была основана в Нидерландах в 1841 году как пекарня, в конце XIX века начала производство леденцов. В 1900 году компанией была открыта кондитерская фабрика. К 1920-м годам продукция компании экспортировалась в страны Европы, Азии и северной Африки. В 1930-х годах компания начала выпуск фруктовой и мятной карамели, позже они стали продаваться под брендами Fruittella и Mentos соответственно. В конце Второй мировой войны первоначальная фабрика в Брескенсе была разрушена, новая была построена в Роттердаме в 1946 году. В 1956 году в Бразилии была открыта первая зарубежная фабрика. В 1972 году была открыта фабрика в США (в Эрлангере, штат Кентукки). Позже в 1970-х годах были созданы филиалы в Индии, Сингапуре и Вьетнаме. В 1980-х годах производственные мощности в Нидерландах были дополнены новой фабрикой в Бреде. В 1990-х годах Van Melle расширила деятельность в Восточную Европу, Индонезию и Китай.
Компания Perfetti была основана в 1946 году братьями Амброджо и Эджидио Перфетти в городе Лайнате близ Милана. Компания первой в Италии начала производство жевательной резинки, назвав свой продукт Brooklyn. В 1960-х годах была основана дочерняя компания Gum Base Company SpA по производству основы для жевательной резинки. К концу 1970-х годов Perfetti присутствовала в большинстве сегментов кондитерской промышленности с брендами Alpenliebe, Babol, Morositas, Vigorsol и Happydent, основными рынками для неё были страны южной Европы. С 1980-х годов началось маркетинговое партнёрство с Van Melle, поскольку их регионы деятельности были взаимодополняющие. Свою первую зарубежную фабрику Perfetti открыла в 1982 году в Греции, за ней последовали предприятия в Турции, Индии, Китае и Бразилии.
С 1990-х годов Perfetti начала приобретать акции Van Melle, а в 2001 году выкупила их полностью в сделке стоимостью 966 млн евро. В результате образовалась компания Perfetti Van Melle с оборотом более 1 млрд евро и занимавшая 6-е место среди крупнейших кондитерских компаний мира. В 2006 году была поглощена испанская компания Chupa Chups, производитель леденцов, а также мятных пастилок Smint. В 2023 году у Mondelēz International за 1,35 млрд долларов был куплен бизнес по производству жевательной резинки в США, Канаде и странах Европы, за исключением Франции, покупка включала 2 фабрики, в Рокфорде (Иллинойс) и Скарбимеже (Польша).

## Деятельность
Включает 33 производственных предприятия, сбыт — в 150 стран мира. Годовая выручка составляет около 3 млрд евро (2022), её распределение по регионам: Евросоюз — 31 %, остальная Европа — 8 %, Азия и Океания — 39 %, Америка — 18 %, другие регионы — 4 %. Три основных торговых марки — Alpenliebe, Chupa Chups, Mentos, среди популярных торговых марок, используемых в ограниченном количестве стран — Fruittella, Meller, SULA.